# Awdhali
Awdhali (plural Awadhil) és una tribu del Iemen a la governació d'Abyan.
Va formar un dels estats del Protectorat Occidental d'Aden. El seu territori tenia uns 2000 km². La seva població vers el 1961 era d'uns 10.000 habitants. Limita al sud-oest amb el Baix Yafa, al sud amb Fadli, a l'est amb la Dathina, al nord amb l'Awlaqi i a l'oest amb el Iemen (nord). La frontera es va delimitar el 1934. Al nord es troben els territoris del Dahir o Dahr (capital Al-Baydha) i de Rassas (capital Meswara). Una part del Dahir (centrat a Aryab) i de la Dathina, foren incorporades al territori el 1934. La muntanya d'Al-Kawr al nord, amb uns 2000 metres, fa de barrera entre el Sawr Himyar i el Sawr Madhbidj. A les pendents de la muntanya i a la fèrtil plana de Mukayras i Lodar (respectivament al nord i sud d'Al-Kawr) es cultiven fruites i llegums; la principal producció de la zona és la mel; el clima és quasi tropical. El districte tenia dos escoles i dos dispensaris.
La població estava formada per tribus que només donaven obediència al sultà en cas de guerra però en temps de pau eren de fet independents, especialment a la zona nord i nord-est, tocant a la Dathina
El govern corresponia a un sultà de la tribu dels Awasidj (singular awsadji), branca de la tribu dels Haytham, que dona nom a la dinastia. La residència és a Lodar (Lawdar) també anomenada Al-Ghudr. El tribunal islàmic del sultanat tenia residència a Zara. El 1890 es va signar un primer tractat amb els britànics. La família del sultà va tenir conflictes després del 1900, però els britànics van imposar el seu arbitratge i el 1912 el sultà Salih ben Husain Djibil va signar un tractat definitiu amb el govern britànic. Pistes d'aterratge es van establir a Mukayras i Lodar.
El 1959 el sultà fou membre fundador de la Federació d'Emirats Àrabs del Sud. Va romadre a la Federació d'Aràbia del Sud (1962) fins al 1967. El setembre d'aquest any va caure en mans dels revolucionaris que van abolir el sultanat i passà a formar part de la República Popular del Iemen del Sud, dins la muhafazah III (governació III) i el 1990 de la República del Iemen.

## Sultans
- Salih al-Awdhali ben al-Awsadji, vers 1750-1780
- Jabil ben Salih al-Awsadji, vers 1780-1820
- Ahmad ibn Salih ben al-Awsadji, vers 1820-1870
- Muhammad ben Ahmad ben al-Awsadji, vers 1870-1890
- Hamid ben Jabil ben al-Awsadji, vers 1890-1900
- Qasim ben Hamid ben al-Awsadji 1900-?
- Salih ben Husain Djibil al-Awsaji ?-? (signa el tractat amb els britànics el 1912)
- Muhammad Djibil ?